# EHF Liga prvaka 2012./13.
Ovo je 53. izdanje elitnog europskog klupskog rukometnog natjecanja. Nakon kvalifikacija 32 momčadi raspoređene u četiri skupine po šest igraju turnir, nakon čega prve četiri iz svake prolaze i igraju osminu završnice. Hrvatski predstavnik RK Zagreb ispao je u skupini. Završni turnir bit će održan od 1. do 2. lipnja 2013.

## Završni turnir

### Poluzavršnica
| 1. lipnja 2013.   |   |             |       |  |
| Vive Targi Kielce | - | Barcelona   | 23:28 |  |
| THW Kiel          | - | HSV Hamburg | 33:39 |  |

### Završnica
| 2. lipnja 2013. |   |             |       |  |
| Barcelona       | - | HSV Hamburg | 29:30 |  |

Svoj prvi naslov prvaka Europe osvojio je HSV Hamburg.

## Vanjske poveznice
- Opširnije